# Веселовская, Александра Адольфовна
Александра Адольфовна Веселовская (урождённая Панк;1840—1910) — русская писательница, переводчица. 

## Биография
Родилась в семье врача. Получила домашнее образование. Жена Ал. Н. Веселовского. Член Общества любителей российской словесности (с 1887); член Общества русских драматических писателей и оперных композиторов (с 1893). Печаталась с начала 1870 года (статьи о международной политике, иностранной литературе, педагогике в различных газетах и журналах). Выступала также как беллетрист: эскиз «Осеннею порой» (1895), рождественский рассказ «Из двух миров» (1904), «Две жизни» (1896), «На взморье» (1903) и др.
Переводила с английского, немецкого, французского, итальянского и других языков: «История классического периода греческой литературы» Д. П. Магаффи (т. 1―2, 1882―1883), «Европейская литература XIX века» Ф. Брюнетьера (1900), «Искусство актёра» Б. К. Коклена (1909) и др.; переводы Веселовской из А. Доде, Г. де Мопассана, Ф. Брет Гарта, Р. Киплинга и других писателей регулярно публиковались (1885―1891) в газете «Русские ведомости», а также в  журналах «Беседа», «Вестник Европы», «Русская мысль», «Северный вестник», «Артист» и др..